# Chondrocladia virgata
Chondrocladia virgata är en svampdjursart som beskrevs av Thomson 1873. Chondrocladia virgata ingår i släktet Chondrocladia och familjen Cladorhizidae. Inga underarter finns listade i Catalogue of Life.